# Fjerbregne
Fjerbregne (Athyrium filix-femina) er en 30-100 cm høj bregne, der er ret almindelig i Danmark, hvor den vokser på fugtig og våd muldbund, bl.a. sø- og åbredder, skovmoser, grøfter o.a.

## Beskrivelse
Fjerbregne er en flerårig, urteagtig plante med en tuedannende vækst. Bladene er lange og oprette, og de sidder i en grundstillet, tragtformet roset. Bladstilken gullig, kort, ca. 1/4 til 1/3 af bladpladens længde med nogle skæl. Bladpladen er lysegrøn, slankt lancetformet, og primærfligene bliver mindre udover bladet. Nederst er der betydelig afstand mellem primærfligene, og de er korte og brede. Fra midten af bladet peger primærfligene lidt fremad.
Sporehushobene (sori) er aflange og buede som halvmåner, og netop dette træk gør, at den kan skelnes fra den meget lignende alm. mangeløv. Fjerbregne har slør (indusium) som sidder længe på bladenes underside.
Rodsystemet består af en opret jordstængel og et trævlet rodnet.
Fjerbregne når en størrelse på ca. 1,00 x 1,00 m og har en tilsvarende årlig tilvækst.

## Voksested
Fjerbregne er den eneste art i denne familie som vokser i Danmark (yderligere en art findes i Sverige og Norge). Den er dog ret almindelig i hele landet på fugtig og våd muldbund, bl.a. sø- og åbredder, skovmoser, grøfter o.a.
I de såkaldte "fuglekøjer" på Fanø findes arten sammen med bl.a. alm. fredløs, guldblomme, alm. gyldenris, kambregne, miliegræs, skovstjerne, sværtevæld, bittersød natskygge, dagpragtstjerne, duskfredløs, fliget brombær, gul iris, krybende hestegræs, kærgaltetand, mosebølle, stiv star og stor konval

## Anvendelse
Arten ses hist og her brugt som haveplante i skovbundsbede.
| Portal | Portal:Botanik |

## Note
1. ↑  "Anfred Pedersen: Floraen i Fanøs fuglekøjer". Arkiveret fra originalen 19. september 2008. Hentet 27. februar 2010.